# Hordeum procerum
Hordeum procerum är en gräsart som beskrevs av Sergej Arsenjevitj Nevskij. Hordeum procerum ingår i släktet kornsläktet, och familjen gräs. Inga underarter finns listade i Catalogue of Life.